# Onthophagus vultuosus
Onthophagus vultuosus là một loài bọ cánh cứng trong họ Bọ hung (Scarabaeidae).